# Miss Universo Kosovo
Miss Universo Kosovo (Inglés: Miss Universe Kosovo, Albanés: Miss Universe Kosova) es un concurso de belleza nacional que envía representantes de Kosovo al Miss Universo desde 2008 y a Miss Tierra desde 2013. Desde su primera aparición en Miss Universo 2008,  Kosovo ha venido teniendo una destacada participación en este concurso de belleza universal, y con el pasar de los años se ha convertido en uno de los países más exitosos del mismo.
Gona Dragusha es la Miss Universo Kosovo más exitosa ya que terminó como 2.ª finalista en Miss Universo 2009 en las Bahamas siendo esta la mejor posición que una kosovar ha alcanzado en el certamen.
La actual Miss Universo Kosovo es Edona Bajrami, quién representará a Kosovo en Miss Universo 2024.
Desde 2013, se elige a Miss Tierra Kosovo y compite en Miss Tierra. La actual Miss Tierra Kosovo es Vonesa Alijaj.

## Historia
El 4 de abril de 2008, Fadil Berisha, el fotógrafo oficial de Miss Universo, acogió la primera edición de "Miss Universo Kosova".
En el Zana Krasniqi fue coronada y por lo tanto representó a Kosovo en el concurso de Miss Universo, terminando en el top 10 (6.ª clasificada).
Esta fue la primera aparición en un concurso de Miss Universo en el que Miss Kosovo, participa desde que declaró su independencia el 17 de febrero de 2008.
Al año siguiente resultó ser otro éxito para el concurso de Miss Universo Kosovo: Marigona Dragusha, mejor  conocida como "Gona Dragusha", terminando como 2.ª Finalista en  Miss Universo 2009 en las Bahamas.
Dos años después, la cantante y modelo estadounidense Afërdita Dreshaj logró ubicarse entre las semininalistas (top 16) donde ocupó el 11º lugar, certamen que se celebró en São Paulo, Brasil, el 12 de septiembre de 2011.
Posteriormente, Diana Avdiu clasificó en el Top 16 del Miss Universo 2012, celebrado en Las Vegas, Estados Unidos, el 19 de diciembre de 2012.
En términos de clasificaciones, Kosovo ha sido uno de los países más exitosos en el concurso de Miss Universo ya que desde su debut en 2008,  han clasificado cuatro veces, superando en términos de clasificaciones a muchos otros países que han estado compitiendo en el certamen durante décadas.

## Titulares
En la siguiente lista se encuentran los nombres de las ganadoras del título. Ninguna titular ha sido descalificada o destronada. En la lista también se muestra el país de nacimiento de las ganadoras debido a los problemas políticos de Kosovo, muchas de ellas han nacido en otros países.
| Año  | Ganadora                 | Edad         | Municipalidad | Lugar de Nacimiento |
| ---- | ------------------------ | ------------ | ------------- | ------------------- |
| 2008 | Zana Krasniqi            | 19           | Prishtina     | Albania             |
| 2009 | Marigona Dragusha        | 18           | Prishtina     | Kosovo              |
| 2010 | Kështjella Pepshi        | 23           | Prishtina     | Kosovo              |
| 2011 | Afërdita Dreshaj         | 25           | Prishtina     | Montenegro          |
| 2012 | Diana Avdiu              | 19           | Prishtina     | Kosovo              |
| 2013 | Mirjeta Shala            | 19           | Vushtrri      | Kosovo              |
| 2014 | Artnesa Krasniqi         | 23           | Prishtina     | Suiza               |
| 2015 | No celebrado             | No celebrado | No celebrado  | No celebrado        |
| 2016 | Camila Alejandra Barraza | 23           | Prishtina     | Argentina           |
| 2017 | No celebrado             | No celebrado | No celebrado  | No celebrado        |
| 2018 | Zanna Berisha            | 24           | Ferizaj       | Kosovo              |
| 2019 | Fatbardha Hoxha          | 19           | Suharekë      | Kosovo              |
| 2020 | Blerta Veseli            | 23           | Gjilan        | Kosovo              |
| 2021 | Tuti Sejdiu              | 19           | Gjilan        | Kosovo              |
| 2022 | Roksana Ibrahimi         | 24           | Pristina      | Kosovo              |
| 2023 | Arbesa Rrahmani          | 22           | Ferizaj       | Kosovo              |
| 2024 | Edona Bajrami            | 36           | Pristina      | Kosovo              |
| 2025 | Dorea Shala              | 19           | Pristina      | Estados Unidos      |

## Representantes en Miss Universo
En la siguiente lista, se muestran los nombres de las candidatas que han representado a Kosovo en Miss Universo. Cuando una titular de Miss Kosovo no cumple con alguno de los requisitos establecidos por Miss Universe Organization (normalmente por la edad) se envía a una finalista. De las candidatas que han concursado, 4 de ellas han llegado a las semifinales.
| Año  | Candidata                | Colocación    | Premio Especial                                                         |
| ---- | ------------------------ | ------------- | ----------------------------------------------------------------------- |
| 2008 | Zana Krasniqi            | Top 10        |                                                                         |
| 2009 | Marigona Dragusha        | 2.ª finalista |                                                                         |
| 2010 | Kështjella Pepshi        |               |                                                                         |
| 2011 | Afërdita Dreshaj         | Top 16        |                                                                         |
| 2012 | Diana Avdiu              | Top 16        | Miss Fotogénica                                                         |
| 2013 | No participó             | No participó  | No participó                                                            |
| 2014 | Artnesa Krasniqi         |               |                                                                         |
| 2015 | Mirjeta Shala            |               |                                                                         |
| 2016 | Camila Alejandra Barraza |               |                                                                         |
| 2017 | No participó             | No participó  | No participó                                                            |
| 2018 | Zanna Berisha            |               |                                                                         |
| 2019 | Fatbardha Hoxha          |               | Miss Fotogénica                                                         |
| 2020 | Blerta Veseli            |               |                                                                         |
| 2021 | Shkurtesa Sejdiu         |               |                                                                         |
| 2022 | Roksana Ibrahimi         |               |                                                                         |
| 2023 | Arbesa Rrahmani          |               |                                                                         |
| 2024 | Edona Bajrami            | Se retiró     | Debido a una lesión en evento previo, se retiró antes de la preliminar. |

## Representantes en Miss Tierra

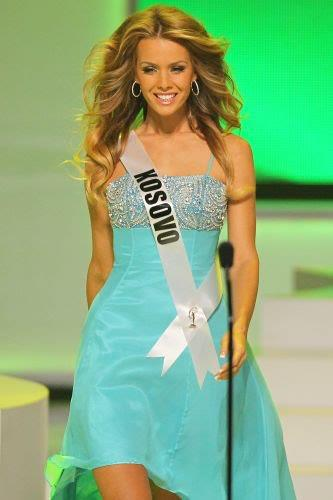
Aferdita Dreshaj en el Miss Universo 2011 en Sao Paulo, Brasil

| Año  | Candidata       | Colocación   | Premio Especial |
| ---- | --------------- | ------------ | --------------- |
| 2013 | Donika Emini    |              |                 |
| 2014 | No participó    | No participó | No participó    |
| 2015 | Kaltrina Neziri |              |                 |
| 2016 | No participó    | No participó | No participó    |
| 2017 | Andina Pura     | No participó | No participó    |
| 2018 | No participó    | No participó | No participó    |
| 2019 | No participó    | No participó | No participó    |
| 2020 | No participó    | No participó | No participó    |
| 2021 | No participó    | No participó | No participó    |
| 2022 | Vonesa Alijaj   |              |                 |
| 2023 | Leonora Leci    |              |                 |

### Sobre las ganadoras
- Zana Krasniqi (2008), proviene de una familia de músicos muy famosa en Kosovo y Albania.
- Gona Dragusha (2009), es modelo profesional de Sherri Hill, y tiene contratos en los Estados Unidos, Kosovo y Albania.
- Kështjela Pepshi (2010), es ciudadana suiza, incluso participó en el Miss Berna, selectivo al Miss Suiza.
- Afërdita Dreshaj (2011), es una famosa cantante muy reconocida en Albania y Kosovo. También es modelo profesional de Sherri Hill, y del fotógrafo oficial de Miss Universo Fadil Berisha.
- Diana Avdiu (2012), es modelo profesional y trabaja para famosas agencias de modelos en los Estados Unidos, Kosovo y Albania, y para el fotógrafo oficial de Miss Universo Fadil Berisha.
- Mirjeta Shala (2013 y 2015), es modelo profesional y ha participado en numerosos eventos Top Model, anuncios, desfiles foto-shooting. Representó a Kosovo en el Miss Globe International 2010 y se consagra como una de los modelos más cotizadas del país. Trabaja para Trump Management Agency. Única Miss Universe Kosovo que ha logrado ganar dos veces el título, tras no concursar en Miss Universo 2013, fue designada Miss Universe Kosovo 2015 y pasó a competir en Miss Universo 2015 en los Estados Unidos.
- Artnesa Krasniqi (2014), nació y creció en Suiza hasta los 8 años y es modelo profesional. Fue la titular con el reinado más largo, y el único que atravesó 3 años.
- Camila Barraza (2016), nació y se crio en Argentina. Ella pasó a ser la primera latina en ganar  Miss Universo Kosovo.

## Controversias
- Zana Krasniqi, tuvo varios problemas cuando la Organización Miss Universe confirmó la participación de Kosovo en Miss Universo 2008, que se celebraría en Vietnam. Como Vietnam no reconoce a Kosovo como un país independiente, este tipo de participaciones les parecía ilegal. Por otro lado las representantes de Serbia y Rusia, boicotearían el certamen si Kosovo participaba, al final Krasniqi participó sin ningún problema y logró quedarse en el top 10, como 6.ª clasificada.

- Afërdita Dreshaj causó polémica al tomarse una foto con Miss Serbia Anja Saranovic, y subiéndola a redes sociales de ambas, miles de personas mencionaron la traición de ambas candidatas hacia sus patrias debido al conflicto político entre ambas naciones.

- Mirjeta Shala fue elegida para representar el país en el Miss Universo 2013, sin embargo políticamente Rusia no reconoce a Kosovo como país, por lo que se le negó un visado ruso, al no tener validez su pasaporte kosovar. En vista del problema, Fadil Berisha, tenedor de las franquicias del Miss Universo en Kosovo y Albania, decidió no enviar a Fioralba Dizdari, Miss Universo Albania 2013, en señal de protesta y por seguridad. Cabe destacar que esta es la primera vez que Kosovo se ausenta en una edición del Miss Universo desde su debut en 2008.

- Horas después de su coronación como la nueva Miss Universe Kosova 2016, Camila Alejandra Barraza recibió críticas y amenazas por parte de albanokosovares que han puesto en duda a la asociación y establecen que no es posible que una argentina represente al país en Miss Universo, ya que la República Argentina se opone a la independencia de Kosovo. Barraza es la primera Miss Kosova de origen latinoamericano, ella nació y se crio en Argentina y en un discurso afirmó que luchará porque su país reconozca a Kosovo como país independiente.